# Caryophyllia quadragenaria
Caryophyllia quadragenaria är en korallart som beskrevs av Alcock 1902. Caryophyllia quadragenaria ingår i släktet Caryophyllia och familjen Caryophylliidae. Inga underarter finns listade i Catalogue of Life.